# Knoblauch zu Hatzbach

Wappen derer von Knoblauch zu Hatzbach

Knoblauch zu Hatzbach (früher auch Knobloch zu Hatzbach, später auch Knoblauch von und zu Hatzbach) ist der Name eines alten hessischen Adelsgeschlechts. Der früher in Hessen landsässige Teil der Familie ist weiterhin bei der noch heute bestehenden Althessischen Ritterschaft immatrikuliert.

## Geschichte
Die direkte Stammreihe des Geschlechts beginnt mit Heynemannus dictus Cnobeloch, Famulus des Edelherrn Craft von Grafschaft zu Norderna (heute Nordenau, Ortsteil von Schmallenberg im Sauerland), am 12. März 1291 erstmals urkundlich erwähnt. Der Wepener Heyneman II. Knobelouch wurde im Jahr 1348 gräflich ziegenhainischer Burgmann zu Rauschenberg und vor 1372 mit Hatzbach belehnt, heute ein Ortsteil von Stadtallendorf (Landkreis Marburg-Biedenkopf). Philipp I. von Knoblauch zu Hatzbach ließ in den Jahren 1485 bis 1490 eine spätgotische Kirche in Hatzbach errichten, über die die Familie auch stets das Patronatsrecht ausübte.

## Wappen
In Silber drei schrägrechts (bei der II. Linie schräglinks) aneinander hängende schwarze Wecken. Auf dem Helm mit schwarz-silbernen Decken ein geschlossener, wie der Schild bezeichneter Flug.

## Namensträger
- Gottfried von Knoblauch zu Hatzbach (* 3. Dezember 1947 in Hameln/Weser), Präsident der Landesärztekammer Hessen von 2008 bis 2018
- Hans Caspar von Knoblauch zu Hatzbach (1719–1793), hessen-kasselischer Generalmajor und Festungsgouverneur in Ziegenhain
- Karl von Knoblauch zu Hatzbach (1756–1794), deutscher Schriftsteller der Aufklärung und Jurist